# Тенекиената звезда
„Тенекиената звезда“ (на английски: The Tin Star) е уестърн на режисьора Антъни Ман, който излиза на екран през 1957 година.

## Сюжет
Морган Хикман, бившият шериф а сега „Ловец на глави“, пристига в малко градче на Дивия запад. Той носи тялото на престъпник обявен за залавяне със себе си и иска да получи наградата от местния шериф. Двадесетгодишният представител на закона Бен Оуенс е новоназначеният шериф, има конфликт с местните бандити, водени от Барт Богард. Хикман, на когото никой в града не обръща внимание, взема под закрила младия шериф и го учи как да се справя с престъпниците.

## В ролите
| Актьор          | Роля                          |
| --------------- | ----------------------------- |
| Хенри Фонда     | Морган Хикман                 |
| Антъни Пъркинс  | Шериф Бен Оуенс               |
| Бетси Палмър    | Нона Мейфийлд                 |
| Майкъл Рей      | Кип Мейфийлд                  |
| Невил Бранд     | Барт Богард                   |
| Джон Макинтайър | д-р Джоузеф Дж. Маккорд (Док) |
| Мери Уебстър    | Мили Паркър                   |
| Лий Ван Клийф   | Ед Макгафи                    |
| Питър Болдуин   | Зак Макгафи                   |